# Flugufell
Flugufell är en kulle i republiken Island. Den ligger i regionen Austurland, 300 km öster om huvudstaden Reykjavík. Toppen på Flugufell är 775 meter över havet.
Trakten runt Flugufell är nära nog obefolkad, med mindre än två invånare per kvadratkilometer. Det finns inga samhällen i närheten. Trakten runt Flugufell består i huvudsak av gräsmarker.